# کزاز (شازند)
کَزّاز، روستایی از توابع بخش مرکزی شهرستان شازند در استان مرکزی ایران است. خطه این ده سردسیر، یکی از بخش‌های چهار‌گانه مرکزی می‌باشد و معروف به دیار کریمان و مردمانی متدین و اصیل واستاد دکتر میر جلال الدین کزازی از مشاهیر ایران که خانواده فرهنگیِ او اهل روستای کزاز در استان مرکزی هستند. که خانواده پدری ایشان با نیت ساخت حوزه علمیه از کزاز به شهر کرمانشاه، مهاجرت کرده بودند.

## جمعیت
این روستا در دهستان پل دوآب قرار دارد و براساس سرشماری مرکز آمار ایران در سال ۱۳۸۵، جمعیت آن ۲۱۴۸ نفر (۵۳۶خانوار) بوده‌است.
کزاز وطن اولیه خاندان سیدحسین کزّازی است.